# Atlético Clube de Cucujães
O Atlético Clube de Cucujães sediado no Vila de Cucujães, município de Oliveira de Azeméis, foi fundado a 5 de Maio de 1922 e sempre se direcionou somente para o futebol, sendo o representante desta modalidade nesta terra. Já conquistou alguns títulos, venceu por 4 vezes a 2ª divisão de Aveiro (Hoje denominada, 1ª Divisão) e 2 vezes a 1ª Divisão de Aveiro (correspondendo hoje ao Campeonato Sabseg, elite do futebol Aveirense) o clube já  esteve na 2ª Divisão B e já participou diversas vezes na Taça de Portugal. Nos dias de hoje, milita no Campeonato Sabseg, divisão maior da AF Aveiro. O seu maior trunfo é a formação de atletas.

## Palmarés
- Campeonato de Elite AF Aveiro: 1983/84, 1972/73
- 2ª Divisão AF Aveiro: 1967/68, 1958/59, 1956/57, 1954/55